# Foveolatacris guansuacris
Foveolatacris guansuacris är en insektsart som beskrevs av Cao, W., Shen och X. Xie 1991. Foveolatacris guansuacris ingår i släktet Foveolatacris och familjen gräshoppor. Inga underarter finns listade i Catalogue of Life.